# Tserenlkham Munkhsaikhan
Tserenlkham Munkhsaikhan (en mongol : Цэрэнлхам Мөнхсайхан), née le 13 mars 1996 est une joueuse de basket-ball mongole.

## Biographie
Elle est membre de l'équipe mongole de basket-ball à trois qui dispute les Jeux olympiques de Tokyo.